# Gabriel Sánchez de la Cuesta
Gabriel Sánchez de la Cuesta y Gutiérrez de Castañeda (Sevilla, 1 de septiembre de 1907-ibídem, 31 de diciembre de 1982) médico farmacólogo clínico, e historiador de la Medicina.

## Biografía
Hijo del General y Gentilhombre de cámara con ejercicio Felipe Sánchez de la Cuesta y Navarro. Se licencia en Medicina y Cirugía en la Universidad de Granada, con premio extraordinario, doctorándose posteriormente en la Universidad Central de Madrid y completando su formación de forma decisiva en Bruselas con el profesor Edgar Zunz. 
Desde el comienzo de su labor investigadora se interesa por la Farmacología y Terapéutica publicando en 1935 varios trabajos en revistas científicas extranjeras. En 1936 gana por oposición la cátedra de Farmacología y Terapéutica de la Universidad de Cádiz, consiguiendo por traslado la de Sevilla en 1939. 
Su importancia en la Medicina contemporánea española se debe a que fue un pionero en la introducción de la Farmacología Clínica especialmente en lo que se refiere a la investigación terapéutica y los ensayos clínicos controlados, tan básicos en la Medicina actual. 
En 1946, fue elegido académico de la Real Academia de Medicina de Sevilla, siendo su presidente desde 1973 a 1982. Fue nombrado asimismo académico de la Real Academia Nacional de Medicina y presidente y organizador del I Congreso Mundial de Academias de Medicina celebrado en Sevilla en 1977. 
El otro aspecto destacado de su actividad es el de historiador de la Medicina distinguiéndose por el especial cuidado en el estudio de las fuentes y referencias bibliográficas, punto débil en la literatura científica española.
Respecto a su vida privada, se casó con Doña María Teresa Alarcón de la Lastra y tuvo 7 hijos, siendo éstos: Mª Carmen, Araceli, Mª Teresa, Felipe, Aurora, Mª Luisa y Mª del Valle.
Su vida se dividía entre su estancia en Sevilla y Huétor Santillán (provincia de Granada).

## Libros
- El general español don Felipe Sánchez de la Cuesta y Navarro, Sevilla, 1938 ;
- Introducción al Estudio de la Terapéutica ;
- Temas de patologías cardio-vasculares, Universidad de Medicina de Sevilla, Sevilla, 1948 ;
- Dos reyes enfermos del corazón: los conquistadores de Sevilla, Universidad de Medicina de Sevilla, Sevilla, 1948 ;
- Ideaorio y grandeza de don Federico Rubio, Universidad de Medicina de Sevilla, Sevilla, 1949 ;
- Escritos prologales, Universidad de Medicina de Sevilla, Sevilla, 1951 ;
- Origen y evolución de las Ideas Terapéuticas (singular trabajo compilatorio de la doctrina terapéutica), 1951 ;
- Atropina y bloqueos cardíacos, Universidad de Medicina de Sevilla, II Congreso Regional Andaluz de Cardiología, Osuna, 1952 ;
- Galileo y la ciencia, Universidad de Medicina de Sevilla, Sevilla, 1953 ;
- Sevilla y don Gregorio Marañón, Universidad de Medicina de Sevilla, Sevilla, 1960 ;
- El problema de las liparteriosis, Universidad de Medicina de Sevilla, Sevilla, 1963 ;
- Lucha contra las cardiopatías, Universidad de Medicina de Sevilla, Sevilla, 1965 ;
- Momentos estelares de la medicina sevillana, Universidad de Medicina de Sevilla, Sevilla, 1967 ;
- Discurso del Buen Comer Andaluz (con una trascendente introducción histórica),  Gráficas Sevillanas, Sevilla, 1962 ;
- Farmacología y Terapéutica Clínica del Aparato Circulatorio, Universidad de Medicina de Sevilla, Sevilla, 1979 ISBN 9788474051438.

Sobre el apodo de Doctor Geese
- Mi leve heterodoxía, Gráficas Sevillanas, Colección Mulhacem, Sevilla, 1952.

## Reconocimiento
Por su labor como escritor e historiador fue nombrado académico de la Real Academia Española, de la Real Academia de Buenas Letras de Sevilla, de la Nacional de Historia, de la de Bellas Artes de Granada y Bellas Letras y Nobles Artes de Córdoba y miembro del Instituto de Cultura Hispánica de Madrid.
Recibió la Gran Cruz de Alfonso X el Sabio y de la Orden Civil de Sanidad. 